# Phillip Dillard
Phillip Dillard (Tulsa, 10 dicembre 1986) è un giocatore di football americano, di nazionalità statunitense, che gioca nel ruolo di linebacker per i San Diego Chargers della National Football League (NFL). Fu scelto nel corso del quarto giro (115º assoluto) del Draft NFL 2010 dai New York Giants. Al college ha giocato a football all'Università del Nebraska-Lincoln.

## Carriera professionistica

### New York Giants
Dillard fu scelto nel corso del quarto giro del Draft 2010 dai New York Giants. Con essi nella sua stagione da rookie disputò sette partite, nessuna delle quali come titolare, mettendo a segno 3 tackle. Il 3 settembre 2011 fu tagliato dai Giants.

### Carolina Panthers
L'8 novembre 2011, Dillard firmò per far parte della squadra di allenamento dei Panthers. Con la nuova squadra non scese mai in campo nella stagione regolare 2011.

## Vittorie e premi
Nessuno

## Statistiche
| Partite totali             | 7 |
| Partite totali da titolare | 0 |
| Tackle totali              | 4 |
| Intercetti fatti           | 0 |
| Fumble forzati             | 0 |

Statistiche aggiornate alla stagione 2012